# Okręg Mortagne-au-Perche
Okręg Mortagne-au-Perche (fr. Arrondissement de Mortagne-au-Perche) – okręg w północnej Francji. Populacja wynosi 72 400.

## Podział administracyjny
W skład okręgu wchodzą następujące kantony:
- L'Aigle-Est,
- L'Aigle-Ouest,
- Bazoches-sur-Hoëne,
- Bellême,
- Longny-au-Perche,
- Mortagne-au-Perche,
- Moulins-la-Marche,
- Nocé,
- Pervenchères,
- Rémalard,
- Theil,
- Tourouvre.